# Hydrobatinae
A Hydrobatinae a madarak (Aves) osztályának a viharmadár-alakúak (Procellariiformes) rendjébe, ezen belül a viharfecskefélék (Hydrobatidae) családjába tartozó alcsalád.

## Tudnivalók
A hagyományos rendszerezés szerint a Hydrobatinae alcsalád a viharfecskefélék két alcsaládjának az egyike. Fajai főleg az északi félgömbön találhatók meg. Ez a viharfecskecsoport volt az első, amely különvált a viharmadár-alakúak törzscsoportjától, jóval hamarább, mint a család másik alcsaládja, az úgynevezett Oceanitinae alcsalád; emiatt újabban az alcsaládokat önálló családi szintre szeretnék felemelni a modern ornitológusok.

## Rendszerezés
Az alcsaládba az alábbi 2 madárnem és 16 faj tartozik:
- Halocyptena Coues, 1864 - 1 faj
  - törpeviharfecske (Halocyptena microsoma) Coues, 1864[2] - korábban Oceanodroma-fajként tartották számon
- Hydrobates F. Boie, 1822 – 1 faj
  - európai viharfecske (Hydrobates pelagicus) (Linnaeus, 1758)
- Oceanodroma Reichenbach, 1853 – 14 faj

## Fordítás
- Ez a szócikk részben vagy egészben  a   Hydrobatinae című angol Wikipédia-szócikk ezen változatának fordításán alapul.  Az eredeti cikk szerkesztőit annak laptörténete sorolja fel. Ez a jelzés csupán a megfogalmazás eredetét és a szerzői jogokat jelzi, nem szolgál a cikkben szereplő információk forrásmegjelöléseként.